# Vkusno i točka

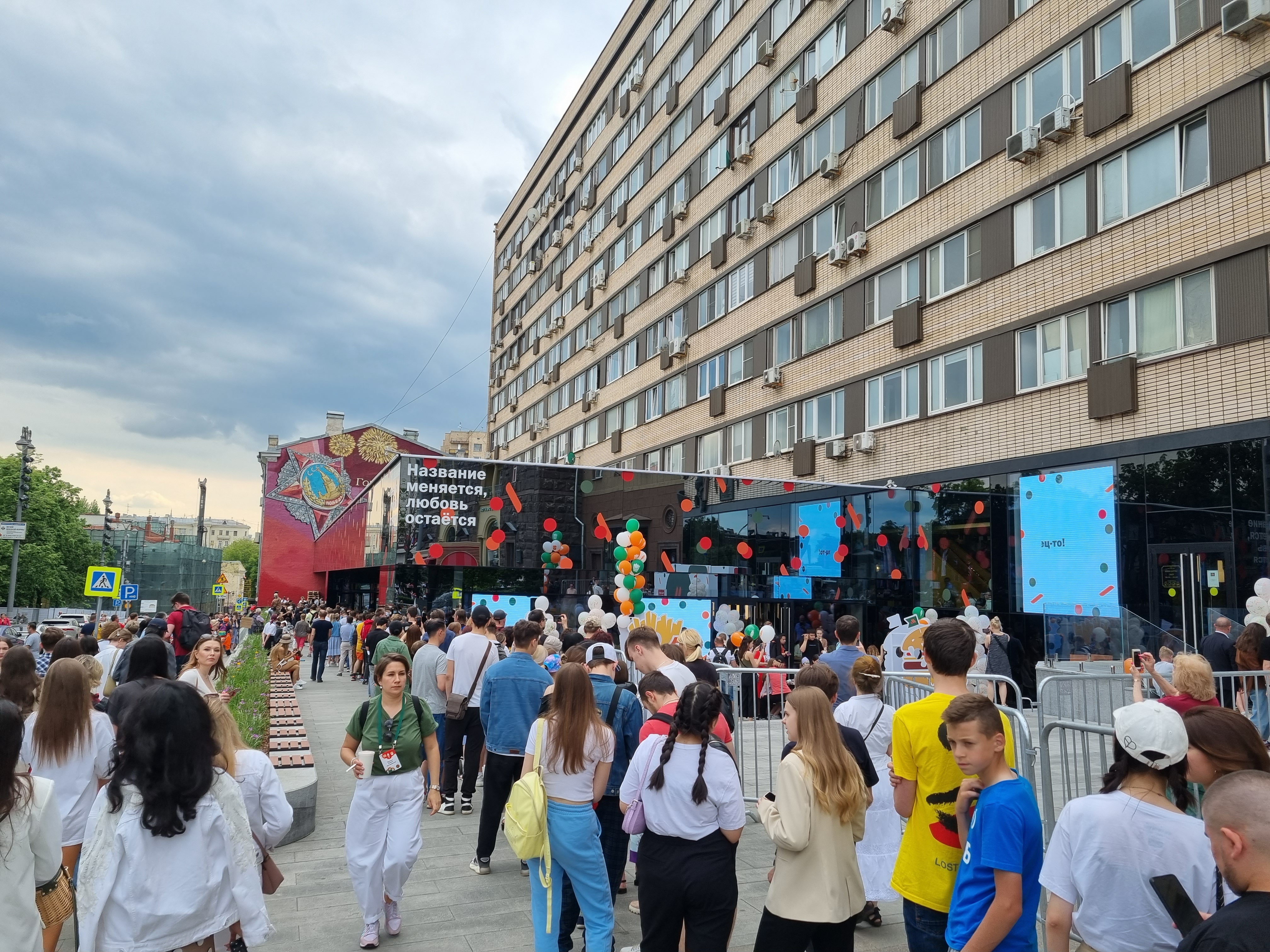
Otevírání první pobočky na Puškinově náměstí v Moskvě

Vkusno i točka (rusky: Вкусно – и точка, v překladu chutné a tečka) je ruská síť restaurací rychlého občerstvení, povětšinou na místech, kde se před stažením společnosti McDonald's Corporation z Ruska v reakci na válku na Ukrajině nacházely restaurace McDonald's. Většina pokrmů nabízených ve Vkusno i točka jsou pokrmy z McDonald's pod jinými názvy (například Big Mac byl přejmenován na Big Hit, Filet-O-Fish na Fishburger, McFlurry na Ice Deluxe, Happy Meal na Kids Combo atp.). Vlastníkem restaurací Vkusno i točka je podnikatel Alexandr Govor, který vlastní i společnost provozující síť restaurací rychlého občerstvení Mak.by, která stejným způsobem jako Vkusno i točka nahradila restaurace McDonald's v Bělorusku, stejně tak i síť restaurací rychlého občerstvení I'm, která nahradila McDonald's v Kazachstánu.
V Rusku má Vkusno i točka okolo 850 poboček. Plánována je expanze do Číny a separatistické republiky Abcházie.

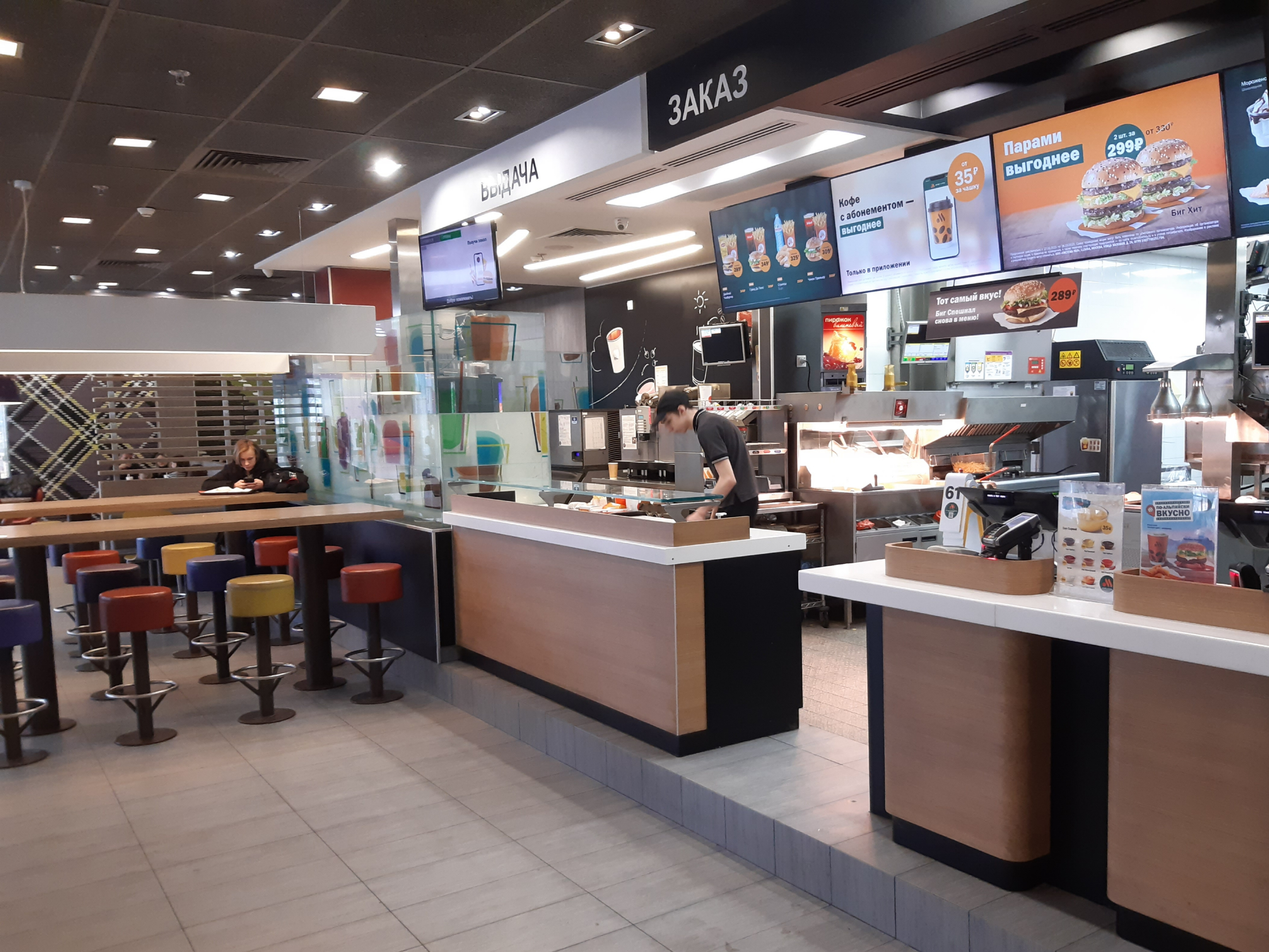
Interiér pobočky v Novosibirsku

## Historie
V březnu 2022 v reakci na začátek války na Ukrajině společnost McDonald's Corporation dočasně uzavřela všechny své ruské pobočky, přičemž zaměstnancům poboček dále vyplácela mzdy. 16. května téhož roku McDonald's Corporation oznámila, že se z Ruska stáhne zcela. 27. května pak bylo oznámeno, že síť restaurací McDonald's byla prodána podnikateli Alexandru Govorovi. Součástí smlouvy o prodeji restaurací je možnost McDonald's Corporation odkoupit všechny restaurace zpět, která platí 15 let. Po odkoupení se spekulovalo, pod jakým názvem se bývalé restaurace McDonald's otevřou, mluvilo se například o názvu Strýček Váňa. První restaurace s názvem Vkusno i točka byly na místě bývalých restaurací McDonald's 12. června 2022, posléze byly postupně otevírány další. Od července téhož roku po několik měsíců nebyly v restauracích Vkusno i točka podávány hranolky, kvůli slabé úrodě brambor na hranolky v Rusku. Govorov potvrdil, že jeho společnost je aktivně v kontaktu s McDonald's Corporation.